# Kranasovec štíhlý
Kranasovec štíhlý (Rachycentron canadum) nebo také cobia důstojná je paprskoploutvá ryba, jediný druh čeledi kranascovitých. Obývá teplé vody Atlantského, Indického a západní části Tichého oceánu, vyskytuje se na kontinentálním šelfu i v mangrovech a říčních estuárech. Patří mezi eurytermní a euryhalinní druhy. Je rychlý plavec a predátor živící se menšími rybami, korýši a hlavonožci. Po většinu roku žije samotářsky a skrývá se mezi skalisky nebo v potopených lodích, pouze na jaře se sdružuje do hejn, která táhnou k severu a na podzim se navracejí do teplejších vod. Dožívá se až patnácti let.
Tělo je výrazně protáhlé, vřetenovitého tvaru, kranasovec může dosáhnout až dvoumetrové délky a váhy okolo 70 kilogramů. Hlava je široká a plochá, dolní čelist je protažená. Na hřbetě má šest až devět drobných ostnů a výraznou trojúhelníkovou hřbetní ploutev, také prsní ploutve jsou dlouhé a většinou odstávají od těla, takže kranasovec může být zaměněn se žralokem. Nemá plynový měchýř. Šupiny jsou drobné, tmavě hnědě až černě zbarvené, na břiše světlejší; v období tření se objevují podélné bílé pruhy, které daly druhu anglickou přezdívku „Sergeant Fish“ pro podobnost s insigniemi seržanta.
Kranasovec je oblíbeným druhem mezi sportovními rybáři. Jeho maso je velmi kvalitní, v Japonsku se používá na sašimi. Pro uspokojení rostoucí poptávky se ryba často chová v akvakultuře.